# The Merry Makers
The Merry Makers est un groupe rock québécois qui fait sa marque avec son happy rock et sa reprise de Ça plane pour moi de Plastic Bertrand.

## Les débuts
Au début des années 1990, Blais est à l'origine de quelques groupes locaux, notamment Between Shadows, avec qui il écrit ses premières compositions, et Offender. À la même époque, l'un de ses amis, le batteur Pierre Beaudoin, est pour sa part actif dans le groupe Coup de Théâtre, Blais rejoint la formation de son ami en tant que guitariste.
C'est à ce moment que Blais fait la connaissance du guitariste Alain Bouchard ainsi que du bassiste Marc-André Haché. Comme Blais avait déjà vu Beaudoin, Bouchard et Haché dans un groupe appelé Gutter Boys et qu'il avait été impressionné par un medley de Guns & Roses d'une vingtaine de minutes et par l'attitude des musiciens, il n'hésite pas à se joindre à la formation.

## The Merry Makers
Après l'épisode de Coup de Théâtre, Blais a l'idée de retourner à ses racines, le rock 'n' roll. En 1995, il forme le groupe The Merry Makers. Sa première décision est de recruter Pierre Beaudoin. Par la suite, c'est au tour du chanteur magnymontois Sébastien Caron de joindre les rangs de la formation. Le répertoire du groupe est à ce moment constitué en majorité d'interprétations de Creedence Clearwater Revival, Jimi Hendrix, Stevie Ray Vaughan, The Rolling Stones et The Beatles.
Après avoir joué avec divers bassistes sans trouver la personne idéale, le groupe recrute finalement le guitariste Alain Bouchard, qui troque donc sa guitare pour une basse.

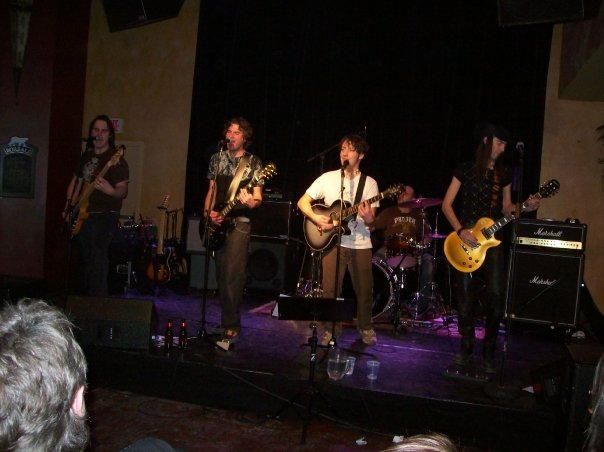
The Merry Makers (2009) : Marc-André Haché (Basse), Daniel Blais (Guitare), Jean-Philippe Major (Voix), Pierre Beaudoin (Drums) et Alain Bouchard (Guitare)

## Lehappy cock, vous connaissez?
Très rapidement The Merry Makers se mettent à sillonner les bars du Québec avec leur rock festif. Grâce à leur charisme, ils gagnent peu à peu le cœur des québécois(es). Fin 1996, le groupe fait la première partie de Les Respectables au Dagobert, ce qui les aide à se tailler une place parmi les grands dans le circuit des bars de la province.
En 1997, Volks Ride, un album entièrement anglophone, voit le jour. C'est en avril, au Kashmir, un bar de la rue St-Jean à Québec, que le groupe procède au lancement devant une foule de 480 personnes. La même année, le groupe part en tournée et accumule un nombre grandissant de fans.
Au début de 1998, les Makers apportent un changement à la formation alors qu'Alain Bouchard retrouve sa guitare et que Philippe Trempe devient le nouveau chanteur/bassiste du groupe.

## In the meantime,Twin Guitar
Le quatuor Trempe, Blais, Bouchard et Beaudoin ne perd pas de temps et enregistre un maxi de quatre chansons anglophones dès février 1998. Peu de temps après, Trempe compose un texte en français sur une musique de Blais puis, ils enregistrent un simple comportant deux chansons écrites dans la même langue. Ce premier simple s'intitule La mort des maux et commence à jouer à la radio, principalement sur les ondes de CHOI FM.
C'est à la fin de l'été 1998 que le deuxième album du groupe voit le jour. Sur In the meantime, on retrouve trois pièces en français et neuf en anglais. C'est à cette époque que le Twin Guitar de Blais et Bouchard commence à faire sa marque. La chanson La mort des maux entre dans le décompte de CHOI FM et atteint la cinquième place. Au cours de la même période, le groupe fait un passage remarqué à la télévision communautaire (télécom 9), qui comprend entrevue et prestation en direct. Poursuivant sur leur lancée, les Makers font également la première partie des Vilain Pingouin au Grand salon de l'Université Laval.

## Le succès
Alors qu'ils commencent à connaître de plus en plus de succès, les Merry Makers connaissent de sérieux problèmes avec une compagnie de disque avec qui ils ont signé un contrat. Puisque les termes de l'entente ne sont pas respectés, les membres du groupe entreprennent des démarches pour résilier ce contrat, ce qui demande beaucoup de temps.
Pendant ce temps, le groupe continue ses activités et enregistre, en mars 1999, un nouveau single. Il s'agit d'une reprise de Ça plane pour moi de Plastic Bertrand. L'interprétation que fait le groupe de cette chanson dans les bars du Québec lui apporte un succès fou. The Merry Makers sont de retour sur les ondes radio. Cette fois-ci, c'est le délire! La chanson est adorée du grand public.
En juin, les membres du groupe retournent de nouveau en studio. Ils collaborent alors avec David Champoux de Cap-Rouge, leur fidèle collaborateur depuis les débuts de l'aventure. L'été qui suit est chargé alors que Pirate Radio voit le jour et que la formation tourne son premier vidéoclip qui sera diffusé à Musique Plus. C'est le succès qui commence. Les fabulous Merry Makers sortent de grande façon avec un double lancement à Québec (le Liquor Store) et à Montréal (le Diable Vert) où Musique Plus est sur place, tout comme CKOI et bien d'autres médias. Du côté de Québec, le groupe a droit à une couverture dans les deux grands journaux de la capitale (Le Soleil et Le Journal de Québec) ainsi qu'à CHOI FM 98,1.
Le 17 septembre 1999, le groupe livre une prestation à la très populaire émission de télévision La Fureur qu'anime Véronique Cloutier sur les ondes de Radio-Canada. C'est plus d'un million de téléspectateur qui voit The Merry Makers à l'œuvre. Le groupe est également présent à l'émission Les Choix de Sophie à Télé-Québec et participe à l'hommage fait à Pierre Lalonde (Lalonde, d'hier à aujourd'hui) sur les ondes de Musimax (émission par la suite rediffusée à TVA) en plus de jouer lors du Téléthon des maladies infantiles sur les ondes de TQS. Profitant de son succès, il lance un deuxième single intitulé La Grande Klasse ainsi qu'un vidéoclip. Tous deux sont bien accueillis par le public.
L'année 1999 se termine avec un spectacle au Grand Théâtre de Québec à la salle Octave Crémazie. C'est la pièce La Tache qui constitue finalement le dernier extrait de l'album Pirate Radio.

## L'ADISQ
Au cours de l'année 2000, Trempe, Blais, Bouchard et Beaudoin retournent chez Champoux afin d'enregistrer leur quatrième album, The Merry Makers. C'est pendant la préparation de celui-ci qu'est lancé l'extrait Rire ou Pleurer. Durant l'été qui suit, les Makers se produisent à travers le Québec dans plusieurs spectacles et festivals dont le festival de Jonquière en musique, et, surtout, comme première partie du groupe Papa Roach, à l'agora du Vieux-port de Québec, devant 5000 fans en délire.
Les membres du groupe sont aussi porte-parole de secondaire en spectacle pour soutenir les jeunes talents musicaux dans les écoles secondaires de la province de Québec. C'est le 3 octobre 2000, lors d'un concert privé à Radio X, que les Merry Makers lancent leur quatrième album. Ce lancement a lieu au bar le Dagobert, qui est alors plein à craquer. Le deuxième extrait de cet album, Vert, sort en décembre de la même année. Cette pièce, qui a un style très différent de ce à quoi le public est habitué d'entendre, est solidement appuyé par un clip.
Au printemps 2001, le groupe sort son troisième extrait, Roi d'un soir, qui est accompagné d'un vidéo live. Dans ce cas-ci on reconnait bien le style classique du groupe. Par la suite, ce dernier participe, en collaboration avec CHOI Radio X, à la tournée Sport extrême. The Merry Makers sortent ensuite le quatrième extrait de l'album intitulé Les Étoiles, une ballade au refrain très accrocheur. Le vidéoclip de la chanson est une superproduction dont la préparation est même couverte par l'émission Flash diffusée à TQS. À la fin octobre, la formation est mis en nomination au Gala de l'ADISQ 2001 aux côtés de La Chicane, Okoumé et Marie-Chantal Toupin dans la catégorie « album de l'année rock ».

## Conflits interne et séparation
En 2001, plusieurs éléments viennent bouleverser l'existence des Merry Makers. Il y a d'abord Alain Bouchard qui est aux prises avec de sérieux problèmes de toxicomanie.
Philippe Trempe, de son côté, se trouve un emploi dans le domaine qu'il a étudié à l'université.
Enfin, les objectifs qu'il s'était fixés durant la création du quatrième opus du groupe n'étant pas en voie d'être atteints, le guitariste et auteur-compositeur-interprète Daniel Bais décide d'envisager l'après Merry Makers et quitte Québec pour s'établir à Montréal. Ayant réalisé, en collaboration avec David Champoux, les quatre albums du groupe, en plus de quelques autres projets à Québec, il décide alors de poursuivre sa carrière dans ce domaine. En parallèle, il commence également un nouveau projet musical en compagnie de Trempe : Les Conquistadors.
Ces divers événements constituent le début de la fin pour les Merry Makers. En décembre 2001, d'un commun accord, les membres du groupe décident de mettre fin à la formation. Le feu n'y est plus. Le groupe honore ses derniers contrats et termine en beauté avec un concert d'adieu donné au Domaine Maizerait, en juillet 2002, à Québec. Les adieux sont très émotifs et les fabulous Merry Makers tirent leur révérence. C'est la fin d'une époque.

## L'après Merry Makers
Daniel Blais, alors établi à Montréal, commence sa carrière de réalisateur et renforce ses liens avec l'industrie de la musique tout en continuant son projet avec Philippe Trempe. Ils enregistrent le premier album des Conquistadors : Prince des parapluies. La chanson titre de l'album atteint le top 40 au palmarès québécois. Le projet Les Conquistadors prend toutefois fin en 2003 alors que Philippe Trempe décide de mettre un terme à ce genre de projet afin de se consacrer à sa carrière d'économiste tout en se produisant de temps à autre en tant que chansonnier.
Daniel Blais, pour sa part, fonde sa compagnie d'édition Martini Musique et fait sa marque en tant que réalisateur. Il œuvre à ce titre pour des artistes tels que Maharajah, Audrey de Montigny ainsi que pour le film Daniel et le Superdogs. Il travaille également avec Dominique Hudson (Aladin dans Sherazade, les 1001 nuits) en début de carrière. Très actif, il forme également le projet 240 DL. La reprise qu'il fait de Femme libérée connait un certain succès tout comme le simple suivant : Tes longs cheveux. C'est au sein de ce même groupe que sera créée la chanson Cyber répression pour le compte d'Amnesty International. Le groupe se dissout en 2006.
Le guitariste Alain Bouchard, de son côté, commence, à partir de 2001, à régler ses problèmes de toxicomanie à l'aide de cures de désintoxication. En 2002, il se joint à la formation Génération X qui, à l'époque, est un cover band. Sobre depuis 2003, il se remet à écrire des chansons. C'est en 2004 que Pierre Beaudoin se greffe à son tour à la formation, lui qui avait participé au projet Marco Matte après les Merry Makers.
Génération X livre l'album L'Américaine qui voit le jour en 2006. Celui-ci contient, entre autres, une reprise francophone d'une chanson de Mötley Crüe: Filles, filles, filles. Alain Bouchard reprend confiance en ses moyens en composant un album du style hard rock des années 1980 (on peut d'ailleurs entendre cette influence dans son jeu de guitare). Quelques extraits de cet album tournent dans diverses radios des régions. L'album n'a pas été signé, ni distribué dans les magasins. Pourtant, pour Bouchard et Beaudoin, cet album est un accomplissement personnel dont ils sont fiers.
Au milieu de l'année 2006, Blais quitte Montréal et revient à Québec. Il reprend alors contact avec Bouchard avec le projet de reformer le célèbre Twin-Guitar. Blais entre dans la formation Génération X comme deuxième guitariste. Cependant, le groupe tire à sa fin. Blais et Bouchard commencent donc à élaborer un nouveau projet d'album. Serait-ce le retour de The Merry Makers?

## Le retour des Merry MakersSur la trace des grands
Génération X cesse officiellement d'exister en 2008, mais au cours de la dernière année, les deux musiciens ont déjà commencé l'écriture de nouvelles chansons. Blais propose à Bouchard de faire revivre Andrew J. Doyle (chanteur du groupe Lucky Card) à travers leurs chansons. L'idée plaît à Bouchard, qui a toujours voulu faire un album-concept. C'est alors que le duo propose le projet à Beaudoin. Il n'en fallait pas plus pour que la formation The merry Makers soit de retour. Philippe Trempe ne se joint toutefois pas au trio pour la réunion du groupe. Les anciens compères recrutent donc Marc-André Haché (ancien de Gutter Boys et de Coup de Théâtre) comme bassiste et Jean-Philippe Major (Kids Eat Crayons, Hamadryad) comme chanteur.
Les guitaristes Bouchard et Blais écrivent une vingtaine de chansons, dont onze sont retenues pour l'hommage à la  légendaire rockstar britannique Andrew J. Doyle.
En 2009, les cinq complices, fidèles à leurs habitudes, retournent chez David Champoux pour créer le cinquième album du groupe. Celui-ci s'intitule : Sur la trace des grands. Le disque est produit par Martini Musique et mis en marché par l'étiquette NG Production/Outside music.

## Discographie
- 1997 : Volks Ride
- 1998 : In The Meantime
- 1999 : Pirate Radio
- 2000 : The Merry Makers
- 2009 : Sur La Trace Des Grands

### Évolution du line-up
Les membres n'ayant pas fait partie du groupe plus d'une année ne sont pas indiqués.
| Date | Chant               | Guitare      | Guitare         | Basse            | Batterie        | Albums                  |  |  |
| ---- | ------------------- | ------------ | --------------- | ---------------- | --------------- | ----------------------- |  |  |
| 1996 | Sébastien Caron     | Daniel Blais | Sébastien Caron | Alain Bouchard   | Pierre Beaudoin | Volks Ride              |  |  |
| 1997 | Sébastien Caron     | Daniel Blais | Sébastien Caron | Alain Bouchard   | Pierre Beaudoin | In The Meantime         |  |  |
| 1998 | Philippe Trempe     | Daniel Blais | Alain Bouchard  | Philippe Trempe  | Pierre Beaudoin | Pirate Radio            |  |  |
| 1999 | Philippe Trempe     | Daniel Blais | Alain Bouchard  | Philippe Trempe  | Pierre Beaudoin | The Merry Makers        |  |  |
| 2000 | Philippe Trempe     | Daniel Blais | Alain Bouchard  | Philippe Trempe  | Pierre Beaudoin |                         |  |  |
| 2001 | Philippe Trempe     | Daniel Blais | Alain Bouchard  | Philippe Trempe  | Pierre Beaudoin |                         |  |  |
| 2002 | Philippe Trempe     | Daniel Blais | Alain Bouchard  | Philippe Trempe  | Pierre Beaudoin |                         |  |  |
| 2003 | Philippe Trempe     | Daniel Blais | Alain Bouchard  | Philippe Trempe  | Pierre Beaudoin |                         |  |  |
| 2004 | Philippe Trempe     | Daniel Blais | Alain Bouchard  | Philippe Trempe  | Pierre Beaudoin |                         |  |  |
| 2005 | Philippe Trempe     | Daniel Blais | Alain Bouchard  | Philippe Trempe  | Pierre Beaudoin |                         |  |  |
| 2006 | Philippe Trempe     | Daniel Blais | Alain Bouchard  | Philippe Trempe  | Pierre Beaudoin |                         |  |  |
| 2007 | Philippe Trempe     | Daniel Blais | Alain Bouchard  | Philippe Trempe  | Pierre Beaudoin |                         |  |  |
| 2008 | Philippe Trempe     | Daniel Blais | Alain Bouchard  | Philippe Trempe  | Pierre Beaudoin | Sur La Trace Des Grands |  |  |
| 2009 | Jean-Philippe Major | Daniel Blais | Alain Bouchard  | Marc-André Haché | Pierre Beaudoin |                         |  |  |